# Бабчук Мирослав Михайлович
Миросла́в Миха́йлович Бабчу́к (нар. 26 серпня 1962, смт Делятин, Україна) — український музикант. Народний артист України (2019). Заслужений артист України (2002). Чоловік Світлани Бабчук.

## Життєпис

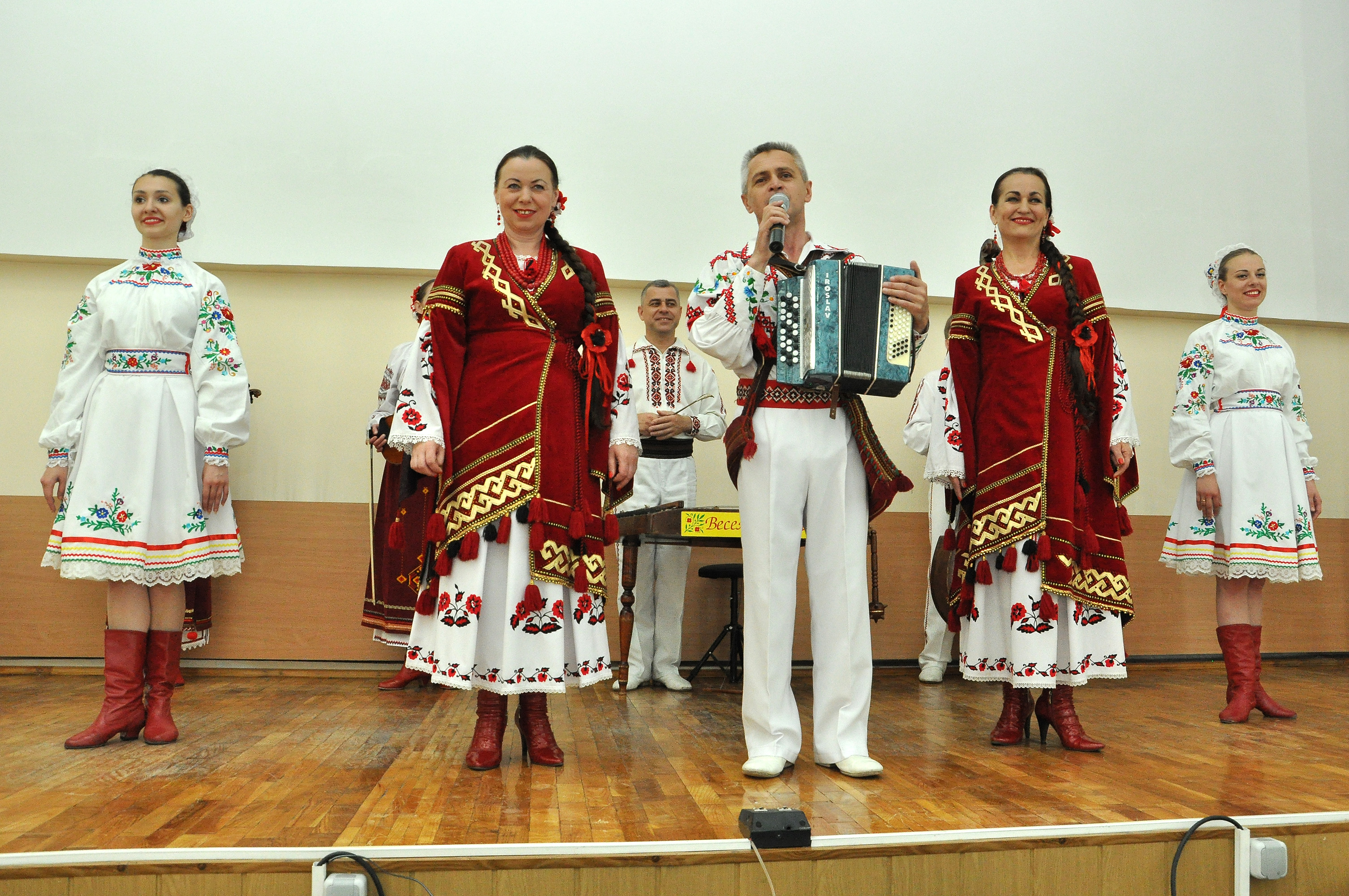
«Веселі галичани» під час виступу в «Тернопільській університетській лікарні» у День медичного працівника (17.06.2016)

Мирослав Михайлович Бабчук народився 26 серпня 1962 року в селищі Делятині Надвірнянського району Івано-Франківської області, нині Україна.
Закінчив Рівненський інститут культури (нині гуманітарний університет).
Від 1988 — керівник ансамблю народної музики «Візерунок» (фольк-гурт «Веселі галичани») Тернопільської обласної філармонії. Разом із ансамблем — учасник міжнародного конкурсів та фестивалів у Канаді, США, Франції, Німеччині, Великої Британії, Польщі та інших країнах.
Грає на сопілці, наї, гуцульському ребрі, дводенцівці, окарині, телинці, фрілці, трембіті.

## Нагороди
- 1-а премія Всеукраїнського конкурсу артистичної естради (Ужгород, 1990).